# Ioan Piuariu-Molnar lakóháza
Ioan Piuariu-Molnar lakóháza Kolozsváron műemlék épület Romániában, Kolozs megyében. A Víz (F. D. Roosevelt) utca 8. szám alatt található. Az épület a romániai műemlékek jegyzékében a CJ-IV-m-B-07853 sorszámon szerepel.

## Története
A neoreneszánsz stílusban alkotott épületet a 19. században építették, A házban lakott Ioan Piuariu-Molnar, az első okleveles román orvos, az orvos-sebészi tanintézet szemészeti tanszékének professzora 1791-től 1815-ig.
A 21. században az épületben működik a Képzőművészeti és Formatervezési Egyetem formatervezési tanszéke.

## Leírása
Az épület elrendezése L alakú, világos udvarral és külső folyosóval. A pince kőfalakkal rendelkezik.
A házra az 1960-as években állítottak emléktáblát az alábbi szöveggel:
| ÎN ACEASTĂ CASĂ A LOCUIT VESTITUL MEDIC OCULIST ROMÂN ION PIUARIU-MOLNAR (1749–1815) ÎN TIMPUL PREDĂRII CURSURILOR LA INST. MEDICO-CHIRURG. DIN CLUJ (1791–1815) |

[Ebben a házban lakott a neves román szemorvos, Ion Piuariu-Molnar (1749–1815) a kolozsvári orvosi-sebészi intézetben tartott előadásai idején (1791–1815)]

## Galéria

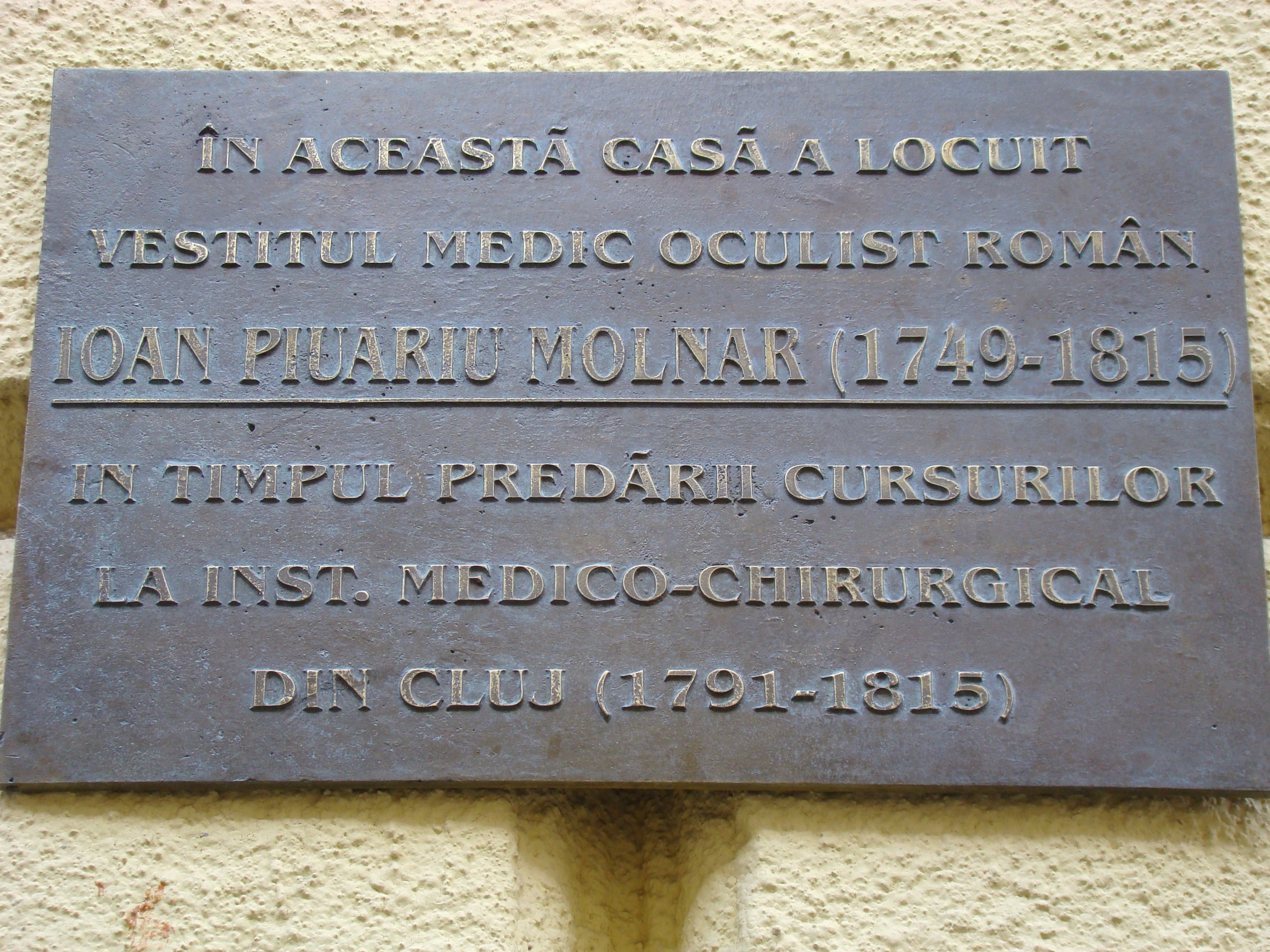
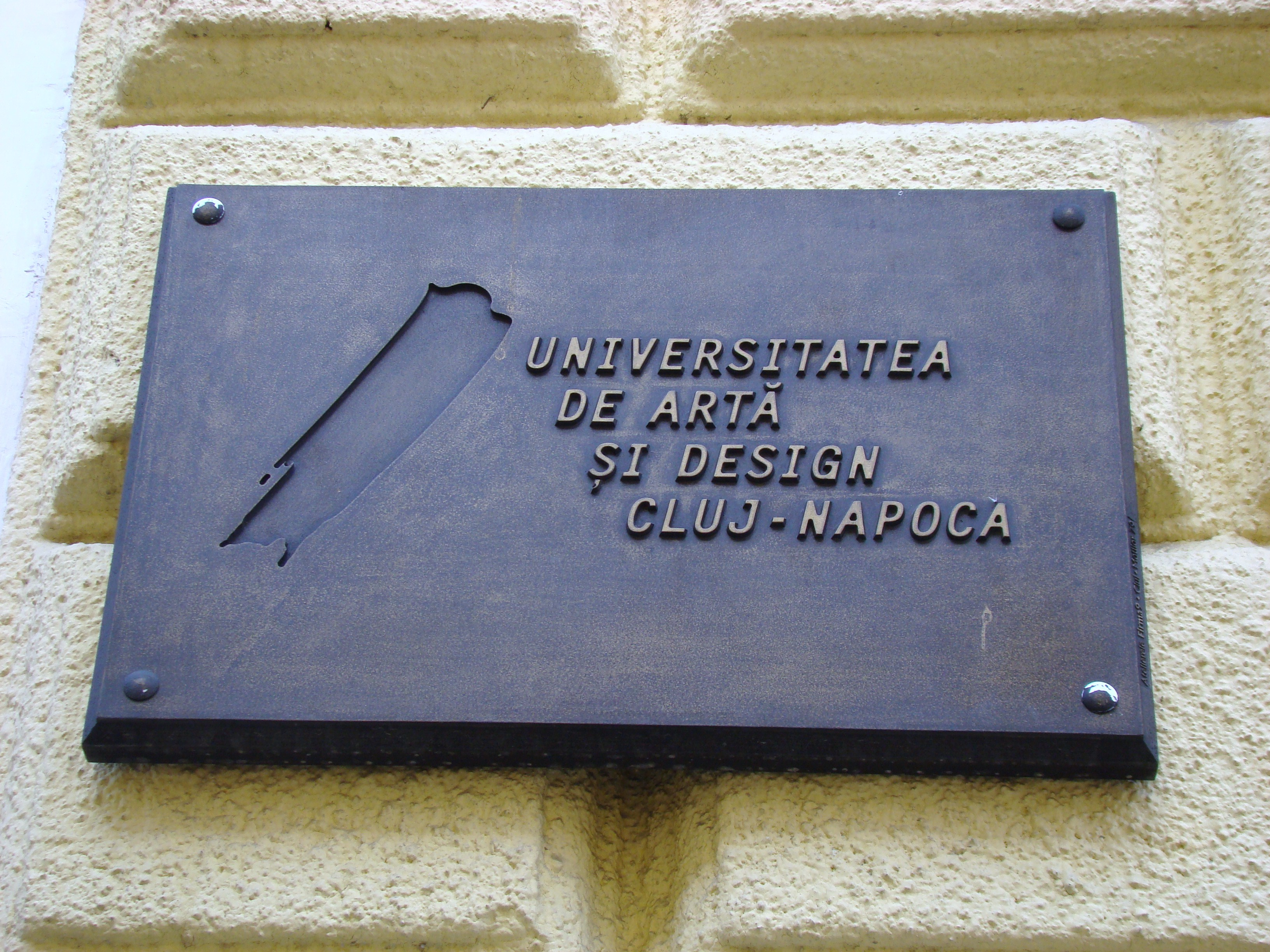
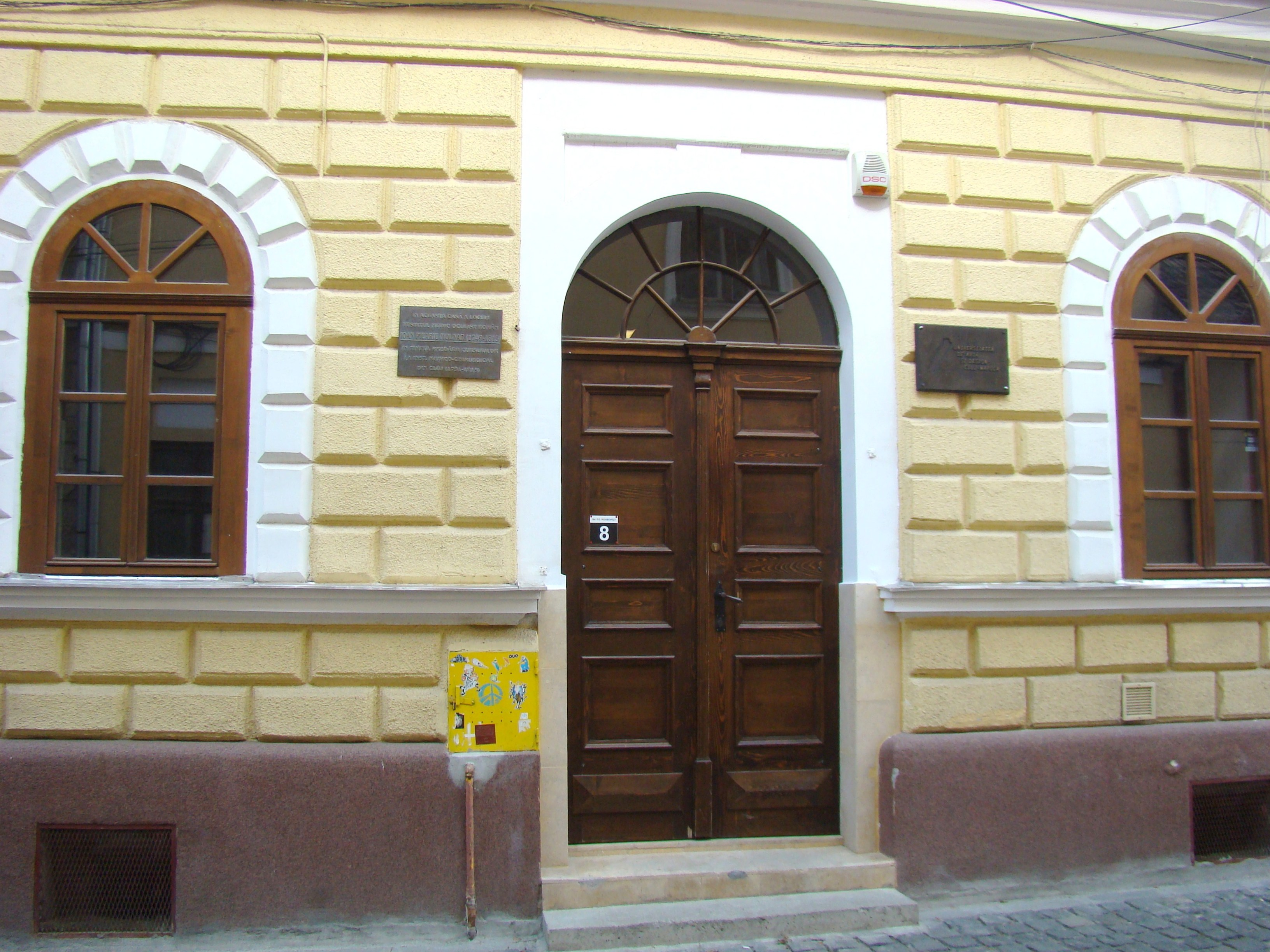